# Großer Kiefern-Schneckling
Der Große Kiefern-Schneckling (Hygrophorus latitabundus, Syn.: Hygrophorus fuscoalbus (Lasch Fr.)) ist ein Pilz aus der Familie der Schnecklingsverwandten (Hygrophoraceae). Der seltene Schneckling kommt in Kiefernwäldern vor und hat eine Vorliebe für kalkhaltige Böden. Die großen und kräftigen Fruchtkörper sind essbar und erscheinen im Herbst. Der blass graubraune bis dunkel olivbraune Hut ist bei Feuchtigkeit sehr schleimig. Andere Namen für diesen Pilz sind Weißschuppiggestiefelter- oder Grauweißer Schneckling. Das lateinische Artepitheton latitabundus bedeutet „sich versteckt haltend“.

## Beschreibung
Die Fruchtkörper des Schnecklings sind groß und kräftig und vollständig von einer Schleimschicht überzogen. Der Hut ist 5–15 cm breit, zuerst gewölbt und später fast ausgebreitet bis leicht trichterförmig vertieft. In der Mitte ist er meist stumpf gebuckelt. Die Hutfarbe ist blass fleckig graubraun bis olivbraun, in der Mitte dunkler als am helleren Rand. Charakteristisch ist die schleimig glänzende, glatte Huthaut, besonders bei feuchter Witterung. Bei Trockenheit ist die Huthaut eher matt. Der Hutrand bleibt lange Zeit eingerollt und ist später heruntergebogen.
Die weißen, entfernt stehenden Lamellen sind dick, wachsartig und am Stiel breit angewachsen oder laufen leicht daran herab. Sie sind weißlich bis blass cremefarben und häufig mit Zwischenlamellen untermischt. Die Lamellenschneiden sind glatt.
Der weiße Stiel ist etwa 5–10 cm lang und 2–4 cm dick. Er ist zylindrisch bis bauchig geformt und voll und festfleischig. Er wird von einer dicken Schleimschicht bedeckt. Im oberen Drittel ist eine deutliche Ringzone erkennbar. Oberhalb des Ringes ist er weiß und mit weißen Flöckchen bedeckt, unterhalb des Rings ist er sehr schleimig und olivbraun genattert. Die Stielbasis ist oft zugespitzt.
Das weiße Fleisch ist fest, riecht schwach aromatisch und schmeckt angenehm mild und fade. Tropft man etwas Ammoniaklösung auf das Stielfleisch, verfärbt es sich an der Stielbasis orange bis rostrot und dann braun und an der Stielspitze gelbocker. Mit 30-prozentiger Kalilauge verfärbt sich das Stielfleisch gelb.
Das Sporenpulver ist weißlich, die elliptischen Sporen selbst sind 8–12 µm lang und 6–8 µm breit und hyalin. Die Hyphen der Huthaut enthalten nur intrazelluläres Pigment, teilweise sind sie mit öligen Exsudatbatzen besetzt.
Unter den vielen Arten der Gattung Hygrophorus sind einige, die mit dem Großen Kiefern-Schneckling verwechselt werden können.
- Die Fruchtkörper des Olivbraungestiefelten Schnecklings (Hygrophorus persoonii) sehen sehr ähnlich aus, aber die Art kommt nur in Laubwäldern unter Eichen (Quercus) und Rotbuchen (Fagus sylvatica) vor. Sein Fleisch färbt sich mit Ammoniaklösung grünlich.
- Der Olivbraune Schneckling (Hygrophorus olivaceoalbus) ist schmächtiger und trägt im unteren Teil des weißen Stieles eine unregelmäßig gezackte, bräunliche Querbänderung. Er ist ein typischer Fichtenbegleiter, den man häufig in Moospolstern findet. Sein Fleisch verfärbt sich mit Ammoniaklösung orangerot.[6]

## Ökologie

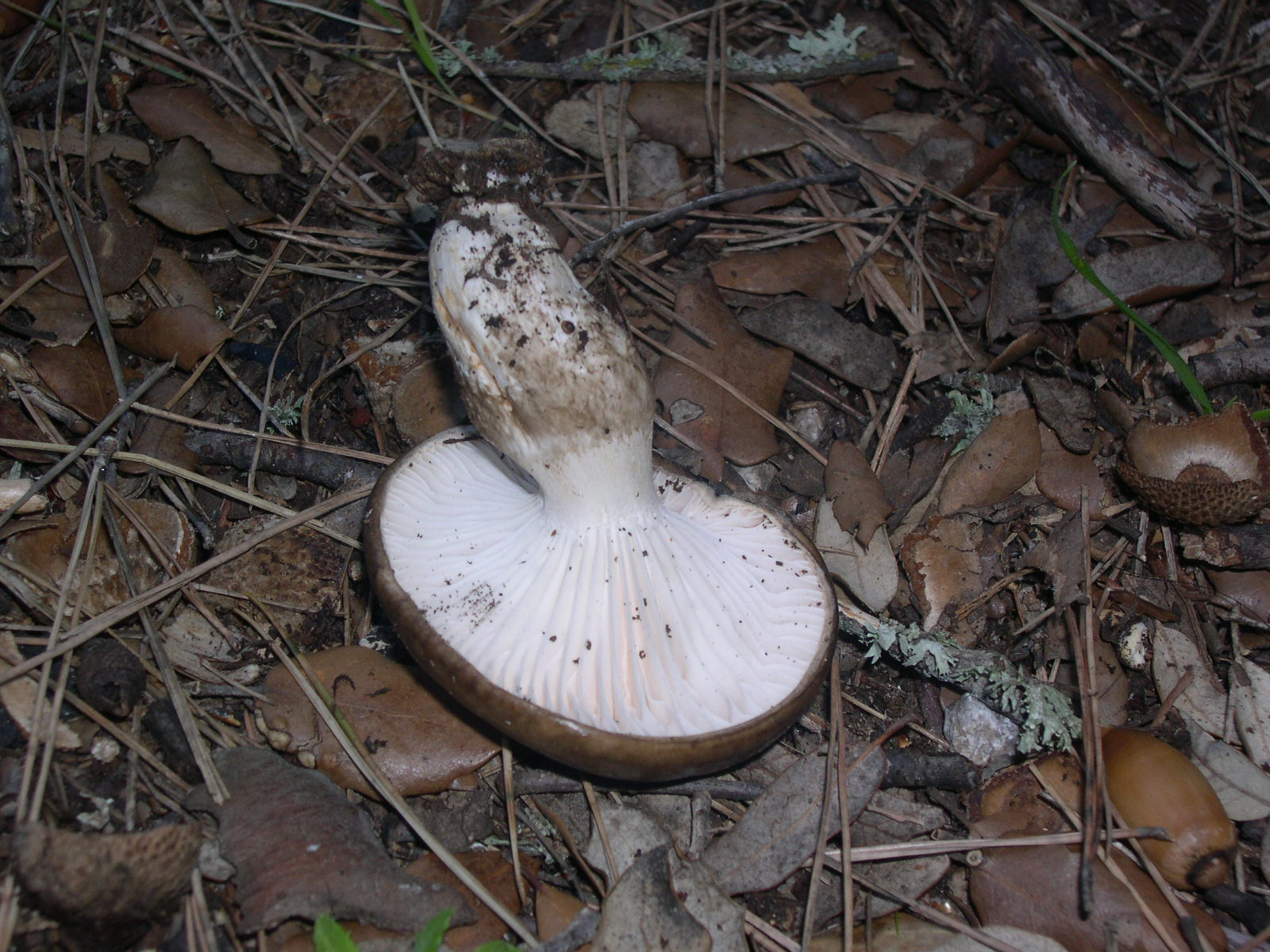
Stiel und Lamellen des Großen Kiefern-Schnecklings

Der große Kiefern-Schneckling ist ein Mykorrhizapilz, der fast ausschließlich mit Kiefern (Pinus) eine symbiotische Beziehung eingeht. Man findet den Pilz daher in lichten, grasigen Wäldern oder Kiefernforsten, an Waldrändern, auf Wacholder-Kiefern-Heiden und auf basenreichen Halbtrockenrasen. Der Schneckling mag flachgründige, etwas verdichtete, warme, mäßig trockene bis frische, basische und relativ nährstoffarme Böden über Kalk oder Kalkmergel.
Die Fruchtkörper erscheinen truppweise im Spätsommer bis Herbst. Es ist eine seltene Art, doch dort, wo sie vorkommt, kann sie durchaus häufiger sein.

## Verbreitung
Der Schneckling ist eine holarktische, submeridionale temperat bis subboreale Art, die in Nordamerika (USA, Kanada) und Europa vorkommt. Sein Verbreitungsgebiet erstreckt sich über Süd- und Mitteleuropa. Er wurde bisher auf den Balearen, in Spanien, Frankreich, Italien, der Schweiz, Liechtenstein, Österreich, Deutschland, Belgien, Tschechien, Slowenien, Polen und Belarus nachgewiesen. Er kommt aber auch in der Republik Mazedonien, in Griechenland und der Türkei vor.
In Deutschland ist er vor allem im süd- und mitteldeutschen Berg- und Hügelland verbreitet. Der Schneckling fehlt in Hessen, Sachsen, Brandenburg, Mecklenburg-Vorpommern und Schleswig-Holstein. In Niedersachsen ist er sehr selten.

## Systematik
Der Große Kiefern-Schneckling wird in die Sektion Olivaceoumbrini gestellt. Die Vertreter der Sektion haben schmierige bis schleimige Hüte und Stiele. Ihre Hüte sind dunkel braungrau, oliv oder orange. Der Stiel ist genattert oder mehr oder weniger deutlich beringt.

## Bedeutung
Der Große Kiefern-Schneckling gilt als guter Speisepilz, die Huthaut sollte allerdings abgezogen werden. In Spanien wird er häufig gesammelt und auch auf Märkten verkauft. In Deutschland sollte er wegen seiner starken Gefährdung (RL2) besser nicht gesammelt werden.
In der Volksmedizin Kataloniens wird der Schneckling, der dort Mocosa negra, also „Schwarze Rotznase“ genannt wird, bei Darmerkrankungen, Durchfall und Magengeschwüren eingesetzt. Dabei wird der Pilz im abgekochten Zustand, meist in Form einer Suppe, verabreicht.